# Barea
Barea är ett släkte av fjärilar. Barea ingår i familjen praktmalar, Oecophoridae.

## Bildgalleri

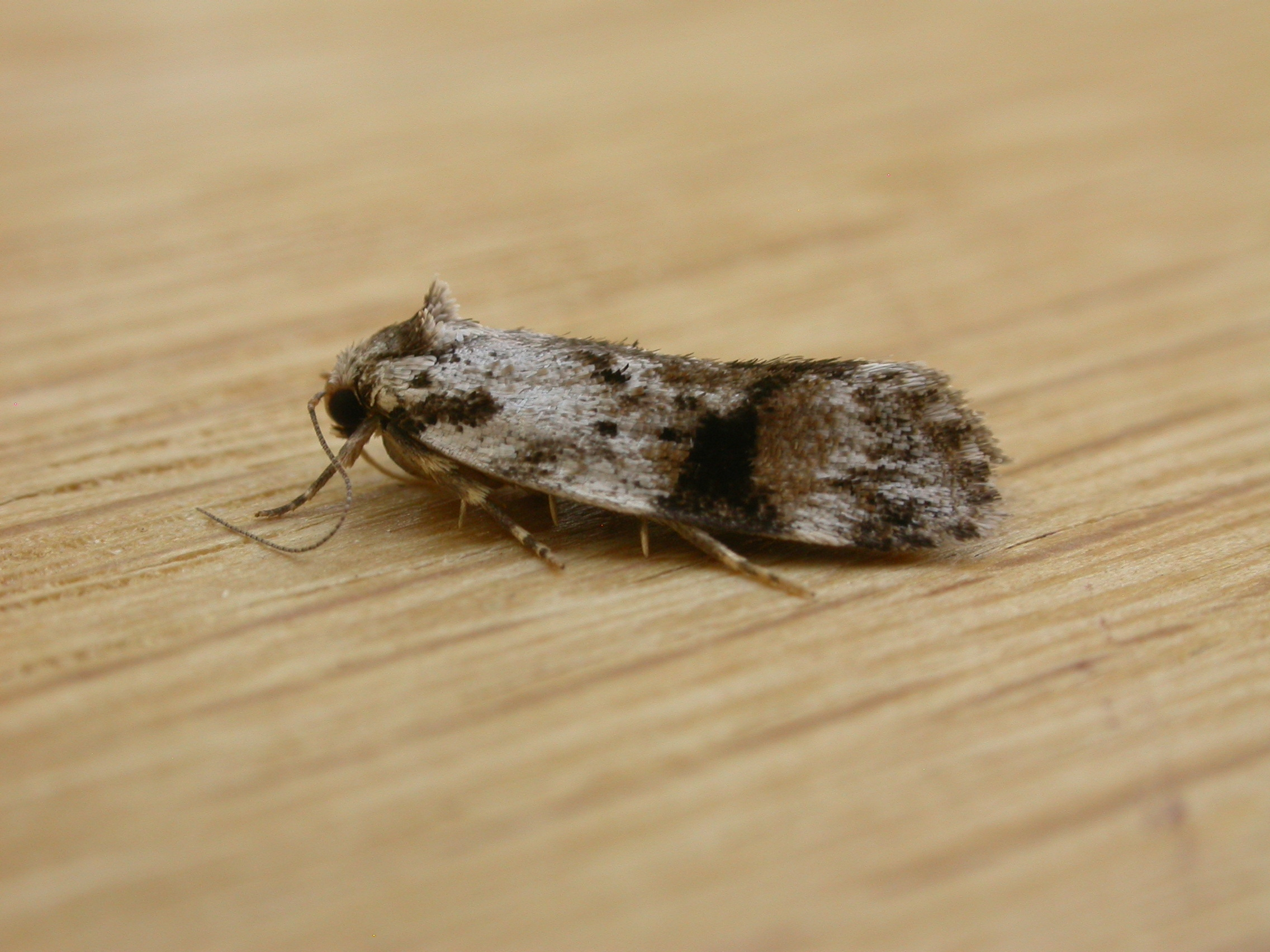
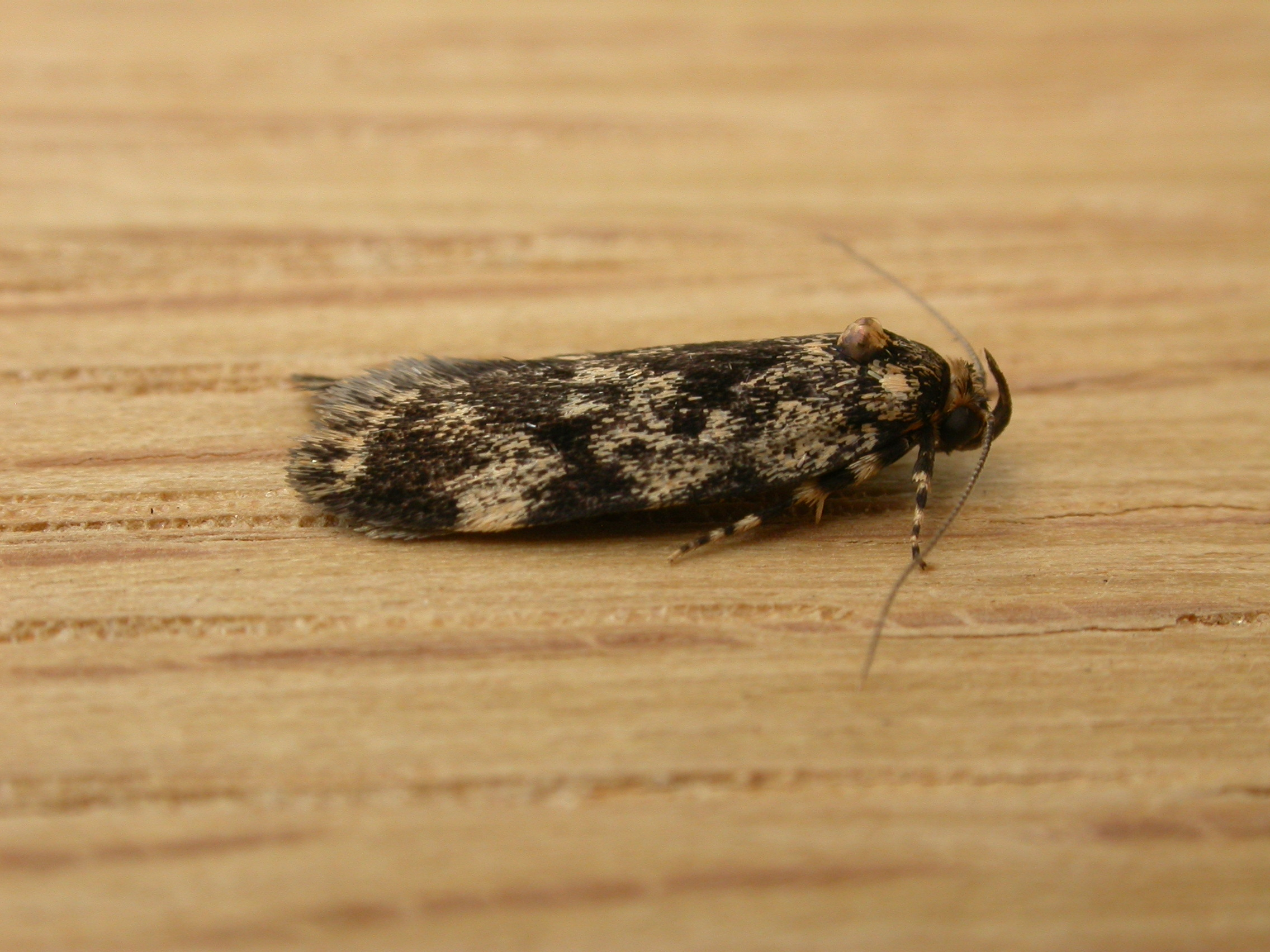
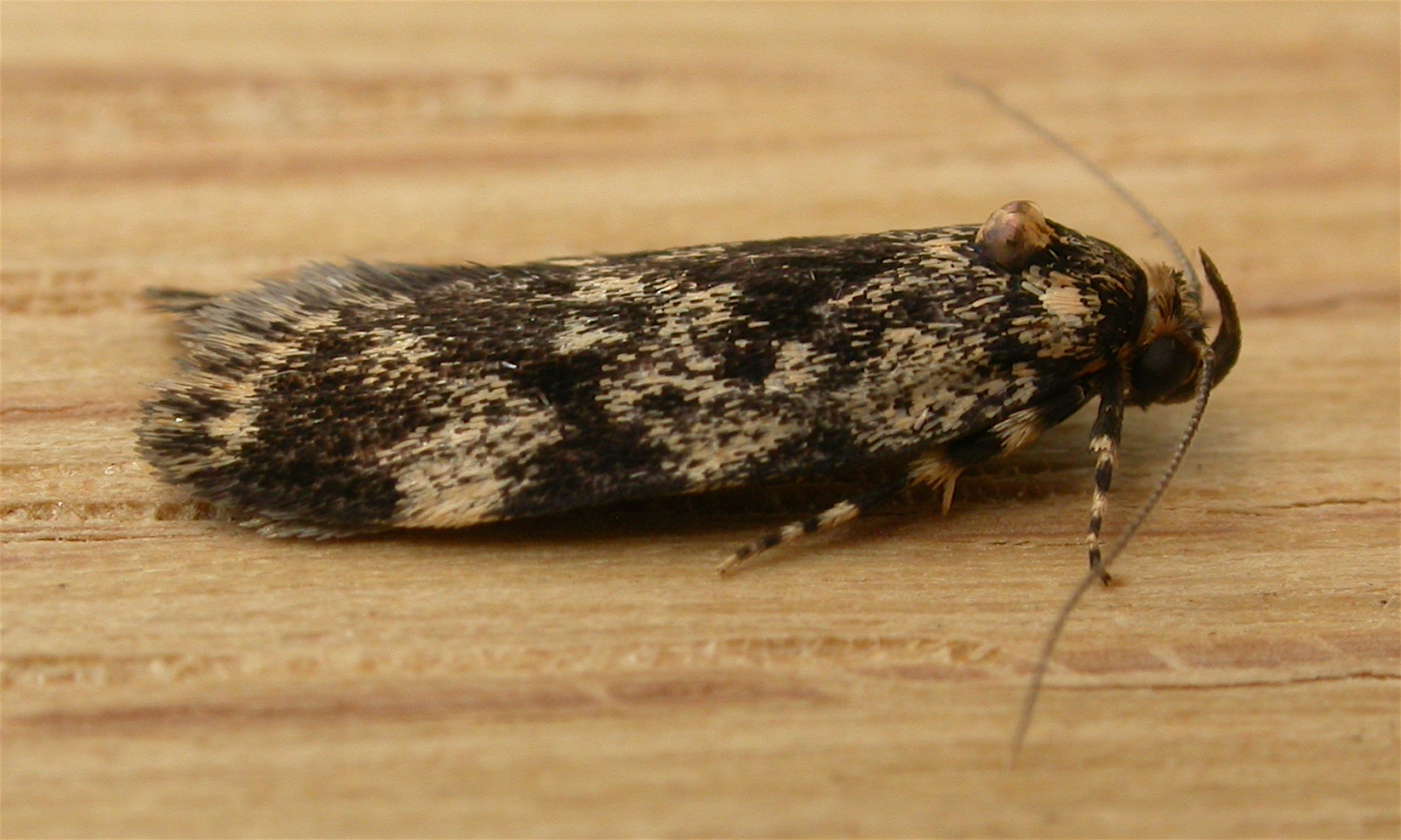
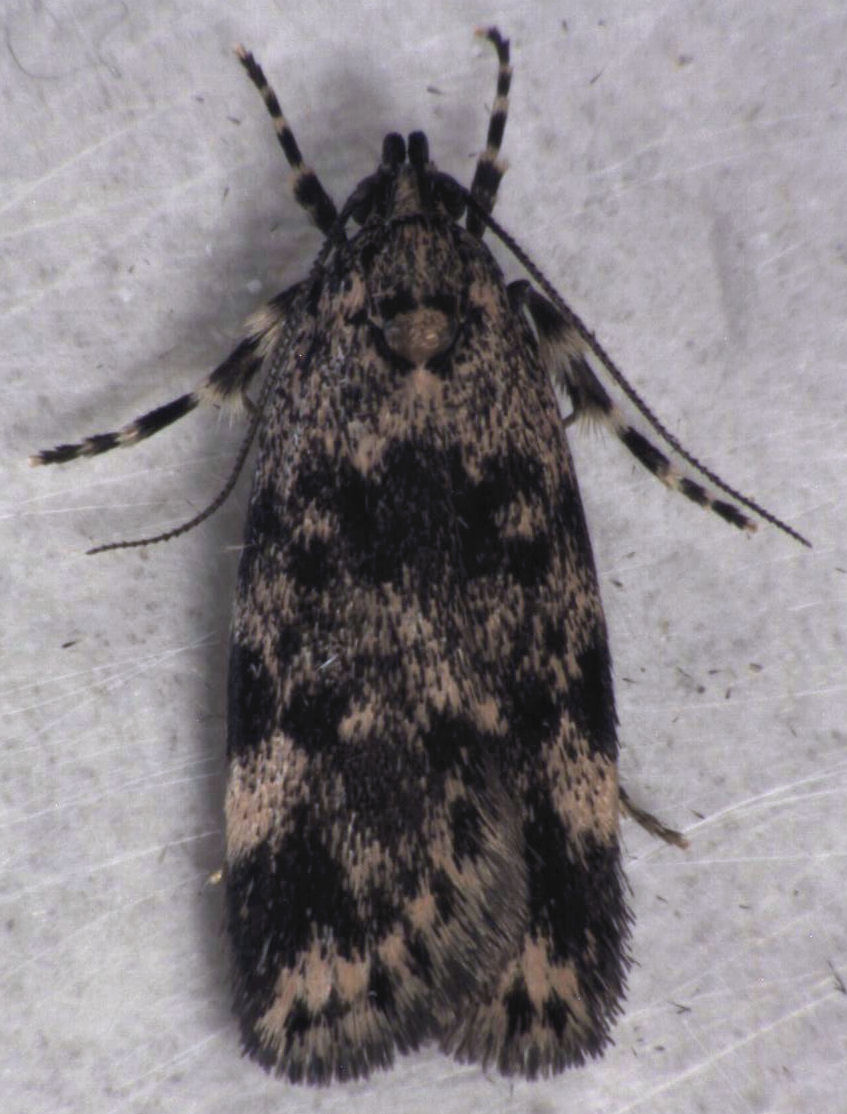
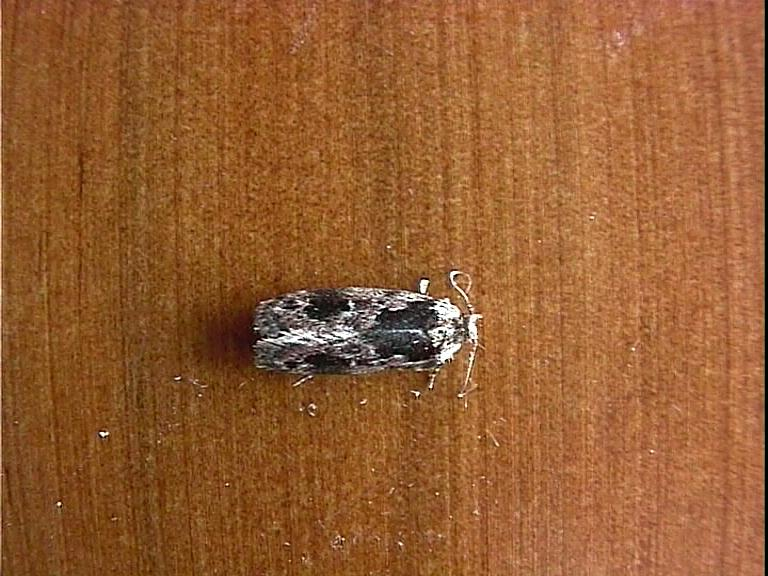
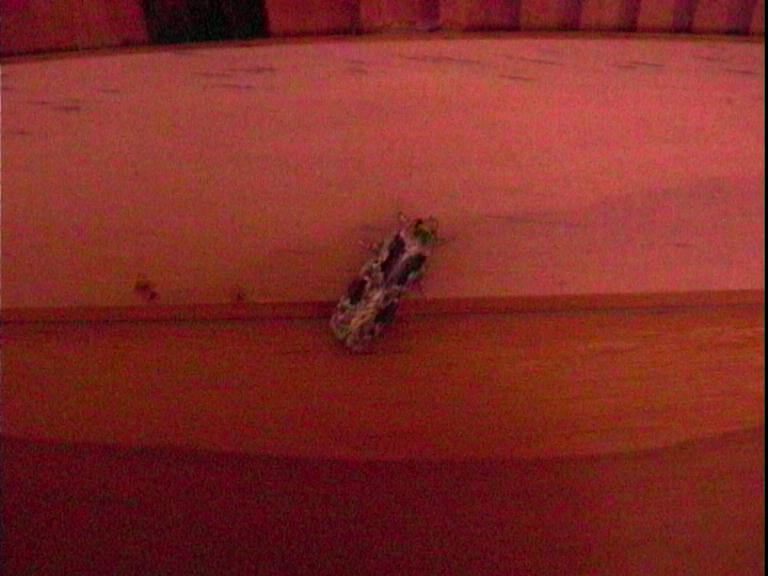

## Dottertaxa tillBarea, i alfabetisk ordning[1]
- Barea acritopis
- Barea aleuropasta
- Barea ambigua
- Barea anerasta
- Barea angusta
- Barea arbitra
- Barea arrhythma
- Barea asbolaea
- Barea atmophora
- Barea banausa
- Barea basigramma
- Barea bathrochorda
- Barea belotypa
- Barea bryochroa
- Barea bryopis
- Barea centropis
- Barea ceramodes
- Barea chlorobaphes
- Barea chlorozona
- Barea codrella
- Barea coeliota
- Barea confusella
- Barea consignatella
- Barea crassipalpis
- Barea cratista
- Barea crypsicentra
- Barea cyclopis
- Barea dicranotypa
- Barea dinocosma
- Barea discincta
- Barea ebenopa
- Barea eclecta
- Barea ectadia
- Barea eophila
- Barea epethistis
- Barea eucapnodes
- Barea euprepes
- Barea eusciasta
- Barea exarcha
- Barea exartha
- Barea fenicoma
- Barea graphica
- Barea helica
- Barea heterophanes
- Barea hicanopa
- Barea hylodroma
- Barea hyperarcha
- Barea hypselotropha
- Barea inferna
- Barea lamprota
- Barea leucocephala
- Barea limpida
- Barea lithoglypta
- Barea melanodelta
- Barea melanospila
- Barea mesocentra
- Barea micropis
- Barea nymphica
- Barea ochrospora
- Barea ophiosticha
- Barea orthoptila
- Barea pasteodes
- Barea phaeobrya
- Barea phaulobrya
- Barea planetella
- Barea platyochra
- Barea plesiosticta
- Barea prepta
- Barea psephophora
- Barea psologramma
- Barea ptochica
- Barea pyrgonota
- Barea pyrora
- Barea sciaspila
- Barea semocausta
- Barea sideritis
- Barea sphaeridias
- Barea strophiopeda
- Barea synchyta
- Barea tanyptila
- Barea trizyga
- Barea turbatella
- Barea xanthoptera
- Barea ypsilon
- Barea zeugmatophora
- Barea zygophora